# Il carrozzone/Baratto
Il carrozzone/Baratto è un singolo di Renato Zero pubblicato nel 1979 dalla Zerolandia, distribuito dall'RCA Italiana, in formato 7".

## Descrizione
Entrambi i brani sono tratti dall'LP EroZero, pubblicato lo stesso anno; come il resto dell'album di provenienza, anche queste due canzoni hanno fatto parte della colonna sonora dell'unico film da protagonista di Zero: Ciao Nì! di Paolo Poeti.
Il singolo rimarrà nella top ten per 16 settimane complessive, fino al 21 luglio 1979, dopo oltre tre mesi di programmazione.
Il carrozzone è uno dei brani più famosi cantati da Renato Zero; fu scritto da Franca Evangelisti e Piero Pintucci per Gabriella Ferri, che però lo rifiutò, e quindi fu offerto a Renato Zero. Due anni dopo venne anche inserito nel doppio album dal vivo Icaro. Il cantante ha realizzato una versione spagnola della canzone intitolata La carroza inserita nell'album del 1980 Lo mejor de la Italia de hoy, testo di Buddy e Mary McCluskey.
Baratto è scritta per quel che riguarda il testo da Franca Evangelisti insieme a Zero, autore anche della musica con Caviri (pseudonimo di Mario Vicari). La canzone cita, ad un certo punto, nei versi e nella musica, la romanza Amami Alfredo tratta dall'opera lirica La traviata di Giuseppe Verdi.
Gli arrangiamenti sono curati dal maestro Piero Pintucci.
Oltre alle varie edizioni del disco in 7", uscite tra il 1978 e il 1979, in molti paesi europei, nel 1995 il singolo è stato ristampato in formato 12".

## Tracce
1. Il carrozzone – 4:36
2. Baratto – 4:18

## Formazione
- Piero Pintucci: pianoforte e tastiere, direzione orchestra d'archi
- Mario Scotti: basso
- Massimo Buzzi: batteria
- Luciano Ciccaglioni: chitarra classica, acustica ed elettrica

## Classifiche italiane
Posizione della canzone fino alla decima settimana di classifica (in totale la canzone rimarrà nella top ten per 16 settimane).

## Cover
- Tosca ha inciso Il carrozzone nel 2006, nell'album Romana
- Antonella Ruggiero ha inciso Il carrozzone nel 2015, nell'album Requiem Elettronico